# Anthony M. Dean
Anthony M. Dean é um engenheiro americano e actualmente está na Colorado School of Mines, que anteriormente ocupou o cargo de Professor Distinto WK Coors. Ele formou-se na Universidade de Harvard.